# Genowefa Grabowska
Genowefa Grabowska (ur. 1 stycznia 1944 w Przystajni) – polska prawniczka, polityk, profesor nauk prawnych, wykładowczyni Uniwersytetu Śląskiego, senator V kadencji, posłanka do Parlamentu Europejskiego V i VI kadencji.

## Życiorys
W 1966 ukończyła studia na Wydziale Prawa i Administracji Uniwersytetu Wrocławskiego, w latach 1966–1969 pracowała na tej uczelni, następnie do 1971 na Uniwersytecie Jagiellońskim. Od 1971 zawodowo związana z Uniwersytetem Śląskim. W 1974 uzyskała stopień doktora nauk prawnych (na Uniwersytecie Wrocławskim), w 1980 habilitowała się z prawa międzynarodowego na Uniwersytecie Śląskim, w 1992 otrzymała tytuł profesora nauk prawnych. Zdała również egzaminy sędziowski w 1969 i radcowski w 1971.
Była dziekanem Wydziału Prawa i Administracji Uniwersytetu Śląskiego (w latach 1993–1999), do 2014 kierowała Katedrą Prawa Międzynarodowego i Prawa Europejskiego tej uczelni. Została również dziekanem Wydziału Nauk Społecznych i Administracji Wyższej Szkoły Menedżerskiej w Warszawie.
Należy do kilku organizacji międzynarodowych zajmujących się problematyką prawną. Ogłosiła ponad 100 prac dotyczących prawa Unii Europejskiej, prawa organizacji międzynarodowych, prawa dyplomatycznego, prawa ochrony środowiska. Pod jej kierunkiem stopień naukowy doktora uzyskali m.in. Joanna Nowakowska-Małusecka (1998) i Jacek Barcik (2005).
Z ramienia koalicji Sojuszu Lewicy Demokratycznej i Unii Pracy została wybrana we wrześniu 2001 na senatora w okręgu katowickim. W Senacie przewodniczyła Komisji Spraw Zagranicznych. W 2004 przeszła do Klubu Senatorskiego Socjaldemokracji Polskiej, w tym samym roku została wybrana do Parlamentu Europejskiego (wcześniej od maja do lipca tegoż roku była eurodeputowaną w ramach delegacji krajowej). W 2009 ubiegała się o reelekcję z listy koalicyjnego komitetu Porozumienie dla Przyszłości – CentroLewica, który nie osiągnął progu wyborczego. W 2011 bez powodzenia startowała do Senatu z ramienia SLD, zajmując 4. miejsce spośród 8 kandydatów w okręgu nr 76. W wyborach do Parlamentu Europejskiego w 2014 bezskutecznie ubiegała się o mandat w okręgu śląskim, startując z drugiego miejsca na liście komitetu wyborczego Europa Plus Twój Ruch i uzyskując 5063 głosy. W 2024 weszła w skład komitetu wspierającego kandydaturę Karola Nawrockiego na prezydenta RP w wyborach w 2025; została koordynatorką utworzonego w ramach tego komitetu zespołu ds. nieefektywności instytucji państwowych.

## Odznaczenia
Została odznaczona m.in. Krzyżem Oficerskim Orderu Odrodzenia Polski, Złotym i Srebrnym Krzyżem Zasługi, Medalem Komisji Edukacji Narodowej oraz Krzyżem Komandorskim Orderu „Za Zasługi dla Litwy” (2004).

## Życie prywatne
Zamężna, ma syna Przemysława.